# Patwin
Die Patwin (auch Patween oder Südliche Wintu) waren ein Stamm nordamerikanischer Ureinwohner, der am Sacramento und Feather River im heutigen Nordkalifornien lebte. Sie sind eine der drei Gruppen der Wintun, das sich aus den Patwin, den Nomlaki und den nördlichen Wintu zusammensetzte. Ihre Sprache Patwin gehörte zur Sprachfamilie der Penuti-Sprachen. Die Wintun umfassten zu Beginn des 19. Jahrhunderts rund 15.000 Menschen; eingeschleppte Krankheiten, Kriege und Vertreibung dezimierten die Stämme auf etwa 2500 Stammesangehörige im Jahre 1990, die in verschiedenen Rancherias und außerhalb leben. Unter ihnen ist kein Patwin, der Stamm gilt als ausgestorben.